# Bacino della Zungaria

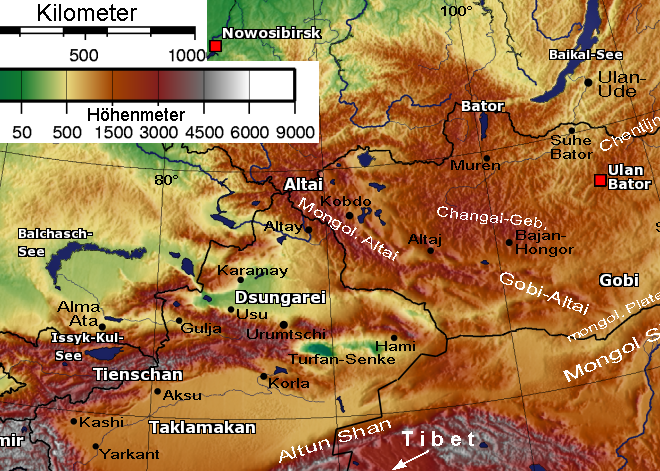
Il bacino della Zungaria e il Bacino del Tarim (deserto di Taklamakan) separati dai monti Tien Shan.

Il bacino della Zungaria è un bacino strutturale con spesse sequenze di rocce risalenti al Paleozoico-Pleistocene, e che si stima abbia estese riserve di petrolio. Il bacino è posizionato al centro della Zungaria, una regione situata nel nord-ovest della Cina corrispondente alla metà settentrionale della provincia autonoma del Sinkiang.

## Caratteristiche
Il bacino della Zungaria, noto anche come "bacino Junggar" o in cinese come 準噶爾盆地T, 准噶尔盆地S, Zhǔngá'ěr PéndìP, ha una forma triangolare e al suo centro si trova il deserto Gurbantünggüt, il secondo deserto più grande della Cina.
È delimitato a sud dai monti Tien Shan, a nordest dai Monti Altaj e a nordovest dai Monti Tarbagatai. 
I tre vertici del triangolo sono relativamente aperti. Il vertice nord è dato dalla vallata del corso superiore del fiume Irtyš; nel vertice occidentale si trova la porta di Zungaria, una via comunicazione storicamente importante tra la Zungaria e le steppe del Kazakistan; attualmente le comunicazioni tra Cina e Kazakistan sono possibili tramite una superstrada e una linea ferroviaria aperta nel 1990. Il vertice orientale del bacino conduce a Gansu e al resto della Cina. A sud un agevole passo collega Ürümqi alla depressione di Turfan. A sudovest, gli alti monti Borohoro, che sono un ramo della catena del Tien Shan, separano il bacino dal corso superiore del fiume Ili.
Il bacino della Zungaria è simile al più vasto bacino del Tarim, sul versante meridionale della catena del Tien Shan. Tuttavia un'apertura tra i monti a nord consente alle masse di aria umida di penetrare nel bacino apportando un livello di umidità sufficiente a renderlo semidesertico, invece che interamente desertico come il bacino del Tarim. Il sia pur ridotto apporto di umidità consente la crescita di sottile strato di vegetazione, che è sufficiente a permettere la sopravvivenza dei cammelli selvatici, dei topi saltatori gerboa e di alcune altre specie selvatiche.